# Rezső Seress
Rezső Seress (3 de novembro de 1899 – 11 de janeiro de 1968) foi um pianista e compositor húngaro. Autodidata, aprendeu sozinho a tocar piano.
Tornou-se conhecido após a composição da canção "Szomorú Vasárnap" (Domingo Sombrio), no início composta sobre a situação muito delicada na Europa que sofria após os efeitos da Grande Depressão. Algum tempo depois, um amigo seu que também era um compositor, Lazlo Chavor, compôs uma segunda letra para a melodia, baseada no término do seu noivado com a sua namorada, fato que ainda o abalava. Na letra da canção, falava-se sobre um homem que após perder a sua amada,e vê no suicídio a solução para o problema.
A canção ganhou fama por estar associada a uma onda de suicídios, embora não exista nenhum relato sobre isso à época (deve-se a fama às chamadas lendas urbanas). Após a canção se tornar popular, Rezsõ e sua namorada se reuniram brevemente. Pouco tempo depois ela suicidou-se.
Em janeiro de 1968, Rezsõ Seress tentou cometer suicídio, ao saltar da janela de seu apartamento, mas acabou sobrevivendo e foi socorrido para o hospital, onde se matou, enforcando-se com uma corda.